# جیلیانته دسته
جیلیانته دسته (ایتالیایی: Giliante D'Este; ۲۳ مارس ۱۹۱۰ – ۲۴ آوریل ۱۹۹۶) قایقران روئینگ اهل ایتالیا بود.
وی در مسابقات کشوری و بین‌المللی در مجموع برندهٔ ۳ مدال طلا، ۱ مدال برنز شده‌است.